# Équipe cycliste Pishgaman
L'équipe cycliste Pishgaman Giant est une équipe cycliste iranienne, créée en 2014 participant aux circuits continentaux de cyclisme et en particulier l'UCI Asia Tour. L'équipe a arrêté en 2018.

## Dopage
Le 11 décembre 2015, Naser Rezavi est contrôlé positif aux stéroïdes anabolisants et est provisoirement suspendu.
En octobre 2016, Rahim Ememi remporte également une étape du Jelajah Malaysia, qu'il termine quatrième derrière trois de ses coéquipiers au sein de l'équipe Pishgaman Giant. Cependant, le 10 février 2017, l'UCI annonce qu'il a été contrôlé positif aux stéroïdes anabolisants durant la course. Il est provisoirement suspendu, tandis que son équipe - qui connait son deuxième cas de dopage en 12 mois - qui risquait une suspension de compétition de 45 jours maximum, selon la décision prise par la commission disciplinaire de l'UCI, est finalement interdite de course durant 1 mois. Il perd également tous ses résultats obtenus sur le Jelajah Malaysia et le Tour de Fuzhou.

## Principales victoires

### Courses UCI
- Tour de Singkarak : Amir Zargari (2014), Arvin Moazemi (2015) et Amir Kolahdozhagh (2016)
- Tour de Fuzhou : Rahim Emami (2015 et 2016[5]) et Arvin Moazemi (2016)
- Jelajah Malaysia : Arvin Moazemi (2016)

### Championnats nationaux
- Championnats d'Iran sur route : 3
  - Course en ligne : 2014 (Rahim Ememi)
  - Contre-la-montre : 2015 (Hossein Askari) et 2016 (Arvin Moazemi)

## Classements UCI
L'équipe participe aux circuits continentaux et principalement à des épreuves de l'UCI Asia Tour. Le tableau ci-dessous présente les classements de l'équipe sur les différents circuits, ainsi que son meilleur coureur au classement individuel. L'équipe a notamment remporté l'UCI Asia Tour 2016.
UCI Asia Tour
| Saison | Classement par équipes | Meilleur coureur au classement individuel |
| ------ | ---------------------- | ----------------------------------------- |
| 2014   | 6e                     | Rahim Ememi (8e)                          |
| 2015   | 1re                    | Hossein Askari (4e)                       |
| 2016   | 1re                    | Arvin Moazemi (14e)                       |
| 2017   | 4e                     | Arvin Moazemi (19e)                       |

## Pishgaman en 2017[11]

### Effectif
| Cycliste               | Date de naissance | Nationalité | Équipe 2016          |  |
| ---------------------- | ----------------- | ----------- | -------------------- |  |
| Hamid Beikkhormizi     | 8 janvier 1992    | Iran        | Pishgaman Giant      |  |
| Mohammad Ganjkhanlou   | 7 mars 1989       | Iran        | Pishgaman Giant      |  |
| Ali Khademi            | 1er janvier 1992  | Iran        | Tabriz Petrochemical |  |
| Amir Kolahdozhagh      | 7 janvier 1993    | Iran        | Pishgaman Giant      |  |
| Arvin Moazemi          | 26 mars 1990      | Iran        | Pishgaman Giant      |  |
| Mehdi Rajabi           | 20 mars 1994      | Iran        | Tabriz Petrochemical |  |
| Mohammad Rajablou      | 6 avril 1985      | Iran        | Pishgaman Giant      |  |
| Moezeddin Seyed Rezaei | 27 mai 1979       | Iran        | Pishgaman Giant      |  |
| Mohammad Seyed Rezaei  | 25 octobre 1992   | Iran        | Pishgaman Giant      |  |

### Victoires
| Date       | Course                     | Pays      | Classe | Vainqueur         |
| ---------- | -------------------------- | --------- | ------ | ----------------- |
| 16/07/2017 | 3e étape du Tour de Florès | Indonésie | 2.2    | Arvin Moazemi     |
| 29/09/2017 | 3e étape du Tour de l'Ijen | Indonésie | 2.2    | Amir Kolahdozhagh |